# Evejci
Evejci so jezikovna in etnična skupnost v Beninu, Togu in Gani.
Evejci so ljudstvo, ki šteje okoli 2 milijona prebivalcev in živi v obalnem pasu Benina, Toga
in Gane. Delijo se na zahodne Evejce, ki živijo v južnem Togu in so odlični poljedelci in rejci drobnice, ter na Fone ali vzhodne Evejce, ki so v 17. stoletju ustanovili 
državo Dahomej.